# Carmen Bambach
Carmen C. Bambach (* 1959 in Santiago de Chile) ist eine US-amerikanische Kunsthistorikerin. Sie ist Kuratorin für Graphik am Metropolitan Museum of Art (MET) und  Autorin von Monografien und Aufsätzen zur italienischen Renaissance, hat mehrere Ausstellungen kuratiert und zehn Ausstellungskataloge des MET herausgegeben. Sie gilt als Expertin für die Kunst der italienischen Renaissance und  das Werk Leonardo da Vincis.

## Leben und Werk
Carmen Bambach wurde in Chile geboren. 1974 kam sie mit ihren Eltern in die Vereinigten Staaten und nahm 1984 die US-amerikanische Staatsbürgerschaft an.
Sie absolvierte ab 1981 ein Kunstgeschichtsstudium an der Yale University, das sie 1988 mit dem Ph.D. abschloss. Von 1989 bis 1995 unterrichtete sie als Assistant professor an der Fordham University in New York. Seit 1995 ist sie Kuratorin der Abteilung „Zeichnungen und Drucke“ des MET. Unter ihrer Leitung wurde der Gesamtbestand des Drawing and Prints Departements digitalisiert und ins Netz gestellt.
Von 1999 bis 2005 war sie Beiratsmitglied des Art Bulletin der College Art Association of America. Von 2010 bis 2012 lehrte sie als Andrew W. Mellon Professor am Center for Advanced Study in the Visual Arts der National Gallery of Art.
Ergebnis ihrer Forschungen über Leben und Werk Leonardo da Vincis, mit dem sie sich seit über 20 Jahren beschäftigt, ist – neben einer Reihe von Einzeluntersuchungen – das vierbändige Werk „Leonardo da Vinci. Rediscovered“, das mit 1500 Abbildungen illustriert ist und von der Yale University Press im Juni 2019 herausgebracht wurde. In einem Interview am MET hat sie ihre Arbeitsmethode als eine „archäologische Methode“ bezeichnet: Demnach hat sie die Handschrift Leonardos intensiv studiert, seine handschriftlichen Texte transkribiert und übersetzt, anstatt sich auf vorhandene Übersetzungen zu verlassen, und die Bücher, die Leonardo zur Verfügung standen, möglichst in identischen Ausgaben gelesen. Wie sie in dem Interview ausführt, habe sie sich nicht auf das künstlerische Werk Leonardos fokussiert, sondern ihn aus der Perspektive des Biographen und Historikers betrachtet.
Ab 2019 arbeitete sie zeitweise in der Villa I Tatti in Fiesole im Rahmen eines Forschungsprojekts zur Vorbereitung einer am MET geplanten Raffael-Ausstellung.

## Auszeichnungen
- 2013: Mitglied der American Academy of Arts and Sciences[4]
- 2019: Vilcek Prize for Excellence in Art History[5]
- 2020: R.R. Hawkins Award für ihr vierbändiges Werk „Leonardo da Vinci Rediscovered“[6]

## Publikationen (Auswahl)
Außer Beiträgen zu Sammelwerken und Katalogen, sowie umfangreichen Einführungen in die von ihr kuratierten Ausstellungen hat sie zahlreiche Aufsätze in Fachzeitschriften veröffentlicht, z. B. in Annali Aretini, Apollo Magazine, The Art Bulletin, Art History, The Burlington Magazine, Raccolta Vinciana, Renaissance Quarterly.
- The Tradition of Pouncing Drawings in the Italien Renaissance Workshops. Yale University 1988.
- Drawing and Painting in the Italian Renaissance. Theory and Practice, 1300–1600. Cambridge: Cambridge University Press 1999. ISBN 0-521-40218-2
- Un ’eredità difficile. I disegni ed i manoscritti di Leonardo tra mito e documento. 14 aprile 2007, Città di Vinci, Biblioteca Leonardiana. Vinci: Comune di Vinci, 2009. (Lettura vinciana.47.)
- Leonardo da Vinci Rediscovered. 4 vols. New Haven, Conn.: Yale University Press 2019. ISBN 978-0-300-19195-0